# Long Creek (Illinois)
Long Creek é uma vila localizada no estado americano de Illinois, no Condado de Macon.

## Demografia
Segundo o censo americano de 2000, a sua população era de 1364 habitantes.
Em 2006, foi estimada uma população de 1317, um decréscimo de 47 (-3.4%).

## Geografia
De acordo com o United States Census Bureau, tem uma área de
6,9 km², dos quais 6,9 km² cobertos por terra e 0,0 km² cobertos por água. Long Creek localiza-se a aproximadamente 215 m acima do nível do mar.

## Localidades na vizinhança
O diagrama seguinte representa as localidades num raio de 16 km ao redor de Long Creek.